# Gunnar Nordholm
Oscar Gunnar Nordholm, född 7 januari 1902 i Stockholm, död 14 november 1992 i Lund, var en svensk jurist.
Gunnar Nordholm var son till telegrafkommissarien Per Adolf Eugene Nordholm. Efter studentexamen i Karlskrona 1920, juris kandidatexamen vid Uppsala universitet 1924 och tingstjänstgöring 1925–1927 blev Nordholm fiskalaspirant i Svea hovrätt 1928. Han var amanuens och tillförordnad kanslisekreterare i Kommunikations- och Justitiedepartementet samt extra notarie vid Domänstyrelsen och på domänfiskalkontoret 1928–1930. När Järnhandlareorganisationens garantiförening bildades 1930 blev Nordholm dess ombudsman, och 1932 utsågs han till föreningens verkställande direktör. År 1936 bildades på Nordholms initiativ Handelns arbetsgivarorganisation (HAO) med uppgift att biträda sina medlemmar vid kollektivavtalsförhandlingar och arbetstvister. Nordholm var från början organisationens verkställande direktör. Därutöver var Nordholm bland annat verkställande direktör i Svenska bokhandlarföreningens samarbetsorganisation från 1937, för Svenska film- och biografföreningen från 1945, för Teatrarnas riksförbund från 1947 och för Sveriges tandläkares arbetsgivareförening från 1947. År 1939 blev han ledamot av Arbetsrådet och 1949 av Arbetarskyddsstyrelsen. Nordholm var från 1942 ledamot av de svenska arbetsgivarföreningarnas förtroenderåd och Svenska personalpensionskassans överstyrelse, samt från 1947 ledamot av pensionsutredningen. Från 1945 tillhörde han Svenska institutets råd. Från 1947 var han president i Handelns internationella arbetsgivarorganisation, samt ledamot av Centre d'Études du Commerce i Paris.